# Jo Vannicola
Jo Vannicola (nació el 20 de abril de 1968), anteriormente conocida como Joanne Vannicola, es una persona profesional de la actuación canadiense. Se le conoce por sus papeles como Dr. Naadiah en Being Erica, Dr. Mia Stone en Psi Factor: Crónicas de lo paranormal, Jerri en Love and Human Remains, Sam en Stonewall, Renee en Slasher: Guilty Party, Amber Ciotti en Slasher: Solstice y Slasher: Flesh and Blood, así como papeles de voz en Crash Canyon y My Dad the Rock Star.
Vannicola se declaró de género no binario en sus memorias de 2019 All We Knew But Couldn't Say.

## Primeros años
Vannicola nació en Montreal, Quebec, Comenzó su carrera en su niñez y se mudó a Toronto, Ontario en su adolescencia para asistir a la Escuela de Artes Escénicas de Toronto.

## Carrera
Vannicola tuvo su primer papel destacado en la serie dramática adolescente 9B, por la que recibió una nominación al Premio Gemini a la Mejor Actriz en un Papel Dramático Continuo en 1989. En 1991, ganó un premio Emmy a la mejor actuación en un especial para niños por Maggie's Secret, y en 1994 recibió una nominación al premio Genie a la mejor actriz de reparto por la película Love and Human Remains.
Vannicola también ha aparecido en películas y series de televisión como Common Ground , Girlfriends' Guide to Divorce, Rookie Blue, Slasher, Degrassi: The Next Generation, Stardom, Betrayal of Silence, The Ultimate Betrayal, Relic Hunter, Mutant X, Kung Fu: The Legend Continues, Night Heat y Derby. En 2019, apareció en el reinicio de Street Legal como Sam, un personaje secundario no binario que estaba planeado para tener una historia más destacada en la segunda temporada, aunque el reinicio se canceló después de seis episodios.
Jo recibió una nominación al Premio ACTRA a la Mejor Interpretación de Voz en 2009.
Escribió y dirigió su primer cortometraje, SNIP, en 2017.
En 2019, Vannicola publicó sus memorias, All We Knew But Couldn't Say, con Dundurn Press.

## Vida personal
Vannicola fundó una organización sin fines de lucro para crear conciencia sobre el abuso infantil, Youth Out Loud, en 2004. Vannicola, una mujer abiertamente lesbiana antes de declararse de género no binario, se dedicó al activismo a favor del matrimonio entre personas del mismo sexo en Canadá y actualmente es presidente de outACTRAto, el comité de defensa y apoyo de ACTRA para artistas LGBTQ.
Vannicola tiene un certificado del programa de escritura creativa de la Universidad de Toronto y se le seleccionó para el programa Diaspora Dialogues en Toronto en 2013.

## Filmografía

### Películas
| Año  | Título                   | Papel             |
| ---- | ------------------------ | ----------------- |
| 1982 | Hard Feelings            | Claudia Hergruder |
| 1986 | Toby McTeague            | Parker            |
| 1993 | Love and Human Remains   | Jerri             |
| 1995 | Iron Eagle on the Attack | Wheeler           |
| 1997 | Hysteria                 | Blair             |
| 2000 | Stardom                  | Rosie             |
| 2013 | The Animal Project       | Morag             |
| 2015 | Stonewall                | Sam               |

### Televisión
| Año       | Título                                | Papel              | Notas                                              |
| --------- | ------------------------------------- | ------------------ | -------------------------------------------------- |
| 1986      | 9B                                    | Mary Neissbrkor    | Película de televisión                             |
| 1987      | Taking Care of Terrific               | Enid / Cynthia     | Película de televisión                             |
| 1987      | Street Legal                          | Mrs. Flanigan      | Episodio: "Mr. Nice Guy"                           |
| 1988      | Night Heat                            | Ella               | Episodio: "Forgive Me Father"                      |
| 1988      | No Blame                              | Laura              | Película de televisión                             |
| 1988      | Betrayal of Silence                   | Karen              | Película de televisión                             |
| 1988      | T. and T.                             | Betty              | Episodio: "And Baby Makes Nine"                    |
| 1988      | Street Legal                          | Joanie             | Episodio: "Cat and Mouse"                          |
| 1989      | Men                                   | Kimberly           | Episodio: "Cupid Ms...Takes"                       |
| 1989–90   | My Secret Identity                    | Cassie Martin      | Episodio: "Secret Code", "Long Shot", "White Lies" |
| 1990      | T. and T.                             | Martina            | Episodio: "Cry Wolf"                               |
| 1990      | CBS Schoolbreak Special               | Maggie Kingston    | Episodio: "Maggie's Secret"                        |
| 1991      | Katts and Dog                         | Mariana            | Episodio: "Desperate Hours"                        |
| 1991      | Tarzán                                | Nikki Robinson     | Episodio: "Tarzan and the Killer Lion"             |
| 1992–93   | Street Legal                          | Barbara Jacobson   | Episodio: "Affairs of the Heart", "Hasta La Vista" |
| 1994      | Ultimate Betrayal                     | Karla              | Película de televisión                             |
| 1994      | To Save the Children                  | Melanie Young      | Película de televisión                             |
| 1995      | Derby                                 | Katie Woods        | Película de televisión                             |
| 1996      | Kung Fu: The Legend Continues         | Claire             | Episodio: "Phoenix"                                |
| 1999–2000 | Psi Factor: Crónicas de lo paranormal | Dr. Mia Stone      | Protagonista (temporada 4)                         |
| 2000      | Common Ground                         | Max                | Película de televisión                             |
| 2000      | The Stalking of Laurie Show           | Tabitha            | Película de televisión                             |
| 2001      | The Wandering Soul Murders            | Mieka Kilbourn     | Película de televisión                             |
| 2001      | What Makes a Family                   | Melissa            | Película de televisión                             |
| 2002      | Relic Hunter                          | Zanda Wilkes       | Episodio: "Warlock of the Nu Theta Phi"            |
| 2002      | Mutant X                              | Maddie Conlan      | Episodio: "Double Vision"                          |
| 2003      | Train 48                              | Sue                | Episodio: "1.13", "1.40"                           |
| 2003      | In the Dark                           | Sadie Speller      | Película de televisión                             |
| 2003      | Thoughtcrimes                         | Terri Merriweather | Película de televisión                             |
| 2005      | Gerald McBoing-Boing                  | Jacob              | Protagonista                                       |
| 2009–2011 | Being Erica                           | Dr. Naadiah        | Recurrente                                         |
| 2014      | Degrassi: The Next Generation         | Chef Kaz           | Episodio: "How Bizarre", "My Hero"                 |
| 2015      | Rookie Blue                           | Jasmine            | Episodio: "Ninety Degrees"                         |
| 2015      | Girlfriends' Guide to Divorce         |                    | Episodio: "Don't Blow the Bubble"                  |
| 2016      | Slasher: Executioner                  | Debbie             | Episodio: "Ill-Gotten Gains"                       |
| 2017      | Sea Change                            | Nick Colley        | Película de televisión                             |
| 2017      | Slasher: Guilty Party                 | Renée              | Protagonista                                       |
| 2019      | Slasher: Solstice                     | Amber Ciotti       | Protagonista                                       |
| 2019      | Street Legal                          | Sam                |                                                    |
| 2021      |                                       |                    |                                                    |
| 2021-22   | The Expanse                           | Nico Sanjrani      | Recurrente (temporada 6)                           |

### Actuaciones de voz
| Año       | Título                                                 | Papel                       | Notas                         |
| --------- | ------------------------------------------------------ | --------------------------- | ----------------------------- |
| 1999      | Medabots                                               | Koji Karakuchi              | Serie de televisión           |
| 2000–01   | Timothy Goes to School                                 | Claude                      | Recurrente                    |
| 2000–2003 | Seven Little Monsters                                  | One                         | Serie de televisión           |
| 2001–2003 | Beyblade                                               | Various                     | Serie de televisión           |
| 2003      | My Dad the Rock Star                                   | William 'Willy' Zilla       | Protagonista                  |
| 2006      | Bigfoot Presents: Meteor and the Mighty Monster Trucks | Hook                        | "Race Relations"              |
| 2006      | The Great Polar Bear Adventure                         | Asak                        | Película de televisión        |
| 2007      | Bakugan Battle Brawlers                                | Marucho                     | Serie de televisión           |
| 2007–2010 | Busytown Mysteries (Hurray for Huckle!)                | Huckle                      | Protagonista                  |
| 2008–09   | Toot &amp; Puddle                                      | Toot                        | Protagonista                  |
| 2009      | The Dating Guy                                         | Stephanie Stephanie         | "Captain Petard"              |
| 2010–2012 | The Adventures of Chuck & Friends                      | Biggs                       | Serie de televisión           |
| 2011–2013 | Crash Canyon                                           | Jake Wendell / Emily Butane | Protagonista                  |
| 2011–2016 | Super Why!                                             | Woofster                    | Protagonista (temporadas 2–3) |